# Witalisów
Witalisów – część wsi Głębockie Pierwsze w Polsce, położona w województwie wielkopolskim, w powiecie konińskim, w gminie Ślesin.
W latach 1975–1998 Witalisów należał administracyjnie do województwa konińskiego.